# Katalin Pálinger
Katalin Pálinger (Mosonmagyaróvár, 6 de diciembre de 1978) es una exjugadora de balonmano húngara, medallista olímpica y miembro del Salón de la Fama de la EHF.

## Trayectoria
Debutó con la selección el 22 de agosto de 1997, en Croacia ante Rumanía. Campeona de Europa y subcampeona del mundo, con la selección húngara jugó un total de 254 partidos y participó en tres Juegos Olímpicos (2000, 2004 y 2008) consiguiendo la medalla de plata en Sidney 2000.
En 2012 Pálinger se despidió de la selección nacional en el último partido de clasificación para la Eurocopa del 2012 y del balonmano en activo.
Criada en la cantera del Győri ETO KC, al que volvió en 2007, la jugadora húngara jugó 5 años con el Dunaferr, dónde ganó 3 ligas y 2 copas. Fichada en la temporada 2005 por el equipo danés del FCK.
Su temporada en Dinamarca terminó abruptamente ya que la IHF tuvo que mediar entre el FC Köbenhavn para que la jugadora pudiera salir del conjunto danés. Pálinger regresó a Hungría antes de tiempo por la enfermedad y muerte de su padre. Estuvo a punto de fichar por el Valencia (en aquella época su pareja era Iker Romero).
El 3 de agosto del 2006 se presentó con el conjunto esloveno del Krim Mercator, con el que ganó la liga y la copa eslovena pero falló en su objetivo de ganar la Liga de Campeonas.
Volvió a su club de origen, el Győri ETO KC, en la temporada 2007-08, con el que volvió a ganar otras 5 ligas y 5 copas, además de perder dos finales de la Liga de Campeonas, la del 2009 y la del 2012.
En el 2005 se unió a la Asociación Húngara de Balonmano (MKSZ) como vicepresidenta tras ser elegido Máté Kocsis como presidente y en 2017, tras la elección como nuevo presidente del Comité Olímpico Húngaro Krisztián Kulcsár, entró a la dirección del MOB (por sus siglas en húngaro Magyar Olimpiai Bizottság).

### Clubes
- –2000:  Győri ETO KC
- 2000–2005:  Dunaferr
- 2005–2006:  FCK Håndbold
- 2006–2007:  Krim Ljubljana
- 2007–2012:  Győri ETO KC

## Títulos y galardones

### Selecciones
- 1 x  Medalla de Plata en los Juegos Olímpicos de Sidney (2000)
- 1 x  Medalla de Plata en el Mundial de Croacia (2003)
- 1 x  Medalla de Bronce en el Mundial de Rusia (2005)
- 1 x  Medalla de Oro en el Europeo de Rumania (2000)
- 2 x  Medalla de Bronce en los Europeos de Rumanía 1998 y Hungría 2004

### Clubes
- 8 x Liga Húngara (2001, 2003, 2004, 2008, 2009, 2010, 2011, 2012)
- 7 x Copa de Hungría (2002, 2004, 2008, 2009, 2010, 2011, 2012)
- 1 x Liga de Eslovenia (2007)
- 1 x Copa de Eslovenia (2007)

### Individuales
- 3 x Jugadora del Año en Hungría (2003, 2004, 2010)[8][9]
- Miembro del Salón de la Fama de la EHF[1]

## Vida
Sus jugadoras favoritas han sido las húngaras Krisztina Pigniczki y, Kjersti Grini